# 이시하라 카오리
이시하라 카오리(일본어: 石原 夏織 いしはら かおり[*], 1993년 8월 6일 ~ )는 일본의 여성 성우이자 가수이다. 2008년에 가수로 데뷔하였고 2010년에 성우로 데뷔하였다.

## 주요 출연작

### 애니메이션
- 2008년
  - Kiss×sis OVA - 지나가던 여고생

- 2010년
  - 회장님은 메이드 사마! - 아유자와 스즈나

- 2011년
  - 더블 J - 토바 유타카
  - 마요치키! - 밀크(10화)
  - 비탄의 아리아 - 레키

- 2012년
  - 그 여름에서 기다릴게 - 타니가와 칸나
  - 그래서 나는 H를 할 수 없다 - 오오쿠라 미나
  - 마기 ~The labyrinth of magic~ - 알라딘
  - 마브러브 얼터너티브 토탈 이클립스 - 츠이 이페이
  - 사키 아치가편 - 시미즈다니 류카
  - 윤회의 라그랑제 - 쿄우노 마도카
  - 이 중에 1명, 여동생이 있다! - 츠루마 코노에
  - 캄피오네! - 메티스
  - 하이스쿨 DxD - 무라야마

- 2013년
  - 마기 ~The kingdom of magic~ - 알라딘
  - 변태왕자와 웃지 않는 고양이 - 아즈키 아즈사
  - 스트라이크 더 블러드 - 아브로라 프로레스티나
  - 아이카츠! - 오토시로 세이라
  - 잔잔한 내일로부터 - 히사누마 사유
  - 초차원게임 넵튠 THE ANIMATION - 람(화이트 시스터)
  - 테-큐! 2기 - 콘도
  - 코드 기아스 망국의 아키토 - 앨리스 샤잉
  - 하이스쿨 DxD NEW - 무라야마

- 2014년
  - 걸 프렌드(베타) - 하즈키 유즈코
  - 크로스 앙쥬 천사와 용의 윤무 - 로자리
  - Z/X IGNITION - 유즈하라 미사키

- 2015년
  - 베이비 스텝 2 - 시미즈 아키
  - 비탄의 아리아 AA - 레키
  - 성 아랫마을의 단델리온 - 사쿠라다 카나데
  - 우사의 하루살이 몽환편 - 스피카, 미녀B
  - 울트라 슈퍼 애니메이션 타임 - 스피카
  - 종말의 세라프 나고야결전편 - 이노우에 리카
  - 테-큐! 4기, 5기 6기 - 콘도 우동코
  - 하이스쿨 DxD BorN - 무라야마
  - GATCHAMAN CROWDS insight - 미스다치 츠바사

- 2016년
  - 견습신 비밀의 코코타마 - 사쿠라이 노조미
  - 카드파이트!! 뱅가드 G 스트라이드 게이트 - 리사 페리스 [11]
  - 테-큐! 7기 - 콘도 우동코
  - 팝핀Q - 루치아

- 2017년
  - 고바야시네 메이드래곤 - 마가츠치 쇼타, 사사키베
  - 기동전사 건담 썬더볼트 - 아리시아
  - 스쿨걸 스트라이커즈 Animation Channel - 미야마 츠바메
  - AKIBA'S TRIP The Animation - 1화의 버그리모노
  - 테-큐! 9기 - 콘도 우동코

- 2018년
  - 괴수 걸즈 (블랙) ~울트라 괴수 의인화 계획~ - 노바
  - 물드는 세계의 내일로부터 - 츠키시로 히토미
  - 소드 아트 온라인 앨리시제이션 - 티제 슈트리넨
  - 스트라이크 더 블러드Ⅲ - 아브로라 프로레스티나

- 2019년
  - 미니 도사 - 세토우치 치에

### 게임
- 가전소녀 - 미호 外
- 걸 프렌드(베타) - 하즈키 유즈코
- 그라나도 에스파다 - 로즈 스피릿
- 그랑블루 판타지 - 줄리엣
- 그리모어 ~사립 그리모와르 마법학원~ - 미나미 토모카
- 던전 트래블러즈 2: 왕립도서관과 마물의 봉인 - 리리안 크레이퍼
- 도사의 무녀 새겨진 일섬의 등화 - 세토우치 치에
- 디스가이아 D2 - 시실리
- 디지몬 스토리 사이버 슬루스 해커스 메모리 - 추추몬, 시스터몬 블랑
- 드리프트 걸즈 - 아미
- 라라마지 - 시라이시 히나
- 마기아 레코드 마법소녀 마도카☆마기카 외전 - 미나미 레나
- 마기 시리즈 - 알라딘
- 몬스터 스트라이크 - 시온
- 벽람항로 - 이26
- 사키 시리즈 - 시미즈다니 류카
- 섬란 카구라 시리즈 - 요자쿠라
- 성마도이야기 - 푸니
- 슈퍼로봇대전 V - 로자리
- 스쿨걸 스트라이커즈 - 미야마 츠바메
- 스쿨걸 스트라이커즈 트윙클 멜로디즈 - 미야마 츠바메
- 신차원게임 넵튠 V - 람
- 신차원게임 넵튠 V II - 람
- 압도적유희 무겐소울즈 Z - 웰시
- 이스 셀세타의 수해 - 카나
- 제노블레이드 2 - 호타루
- 종말의 세라프 운명의 시작 - 이노우에 리카
- 초차원게임 넵튠 MK2 - 람(화이트 시스터)
- 킹스레이드 - 영원의 서기관 레오
- 편대소녀 -포메이션 걸스- - 카제하야 야요이
- 페르소나 4 댄싱 올 나이트 - 나카하라 노조미
- 페어리 펜서 F - 티아라
- 페어리 펜서 F ADVENT DARK FORCE - 티아라
- 하얀고양이 프로젝트 - 시즈쿠 엔쥬
- 확산성 밀리언 아서 - 딘드라인